# Niccolò de’ Rossi
Niccolò de’ Rossi (* um 1290 in Treviso; † nach 1348) war ein italienischer Dichter und Jurist.

## Leben
Aus adliger Familie, studierte in Bologna Jura, wo er 1317 promoviert wurde. Ab 1318 lehrte er in Treviso. Er vertrat eine  kirchlich-guelfische Politik und hatte in Treviso verschiedene politische Ämter inne. 1339 ging er an den Papsthof nach Avignon, später als Diplomat nach Venedig, nachdem Treviso sich 1339 der venezianischen Republik angeschlossen hatte. 1348 ist er noch als Canonoco Castellano der Kirche Sant'Apollinare bezeugt, spätere Lebenszeichen fehlen.

## Werke
Niccolò schrieb vier Kanzonen, darunter die mystische Kanzone Color di Perla, und 75 Sonette und stellte eine Sammlung zeitgenössischer Dichter aus dem Kreis der Fedeli d'Amore zusammen.

## Werkausgaben
- Giovanni Lega (Hrsg.): Il Canzoniere Vat. lat. 3953. Bologna 1905
- Die Kanzone „Color di Perla“ mit lateinischem Eigenkommentar. In: Bruno Sandkühler: Die frühen Dantekommentare und ihr Verhältnis zur mittelalterlichen Kommentartradition. München 1967 (Münchner Romanistische Arbeiten, 19. Heft), S. 258–265